# تشازي (نيويورك)
تشازي (بالإنجليزية: Chazy, New York)‏ هي بلدة أمريكية تقع في الولايات المتحدة في مقاطعة كلينتون، نيويورك. يقدر عدد سكانها بـ 4,284 نسمة ومساحتها 158.7 كم2 وترتفع عن سطح البحر 58 متر.

## أعلام
- جورج مونتجومري سكوت